# Irano-Québécois
Les Irano-Québécois sont une minorité ethnique issue de la migration de l'Iran vers le Québec.

## Histoire
Dans les années 1980, un grand nombre d'Iraniens fuient la révolution islamique, puis la guerre irako-iranienne, et s'établissent à Montréal, notamment un millier de juifs iraniens (en). Dans les années 1990, qui suit l'émigration serait plus de l'ordre politique, mais de l'ordre économique.

## Démographie
Au recensement de 2016, le Québec compte 17 760 habitants nés en Iran. La population d'Irano-Québécois est estimée à 25 530 personnes en 2016suivant l'origine ethnique contre 12 370 recensés en 2006. L'immigration iranienne est relativement récente au Québec puisque plus de la moitié des Irano-Québécois se sont établis au Québec au cours de la dernière décennie et que déjà en 2006, 91,3 % des Irano-Québécois étaient de première génération, c'est-à-dire nés à l'étranger. En 2014, l'Iran est le pays d'où provient le plus grand contingent d'immigrants arrivant au Québec, avec cette année-là près de 6 000 nouveaux arrivants. Historiquement, la moitié des Iraniens immigrant au Québec s'établissent ensuite au Canada anglais.
Au total, 32 965 Québécois parlent persan (farsi), et 20 000 l'emploient à la maison. Moins de 1 000 personnes utilisent dans leur ménage une autre langue parlée en Iran, soit le kurde, l'azéri ou une autre langue iranienne. Le taux de rétention la langue d'origine est relativement élevé, soit 73,9 % pour le persan, ce qui peut s'expliquer par le caractère récent de l'immigration iranienne au Québec. Une proportion de 70,1 % des Iraniens au Québec maîtrisent le français, 85,1 % l'anglais, et 60,4 % le français et l'anglais (2006).
| Langue maternelle         | Langue maternelle | Langue maternelle |
| Langue                    | 2011              | 2016              |
| ------------------------- | ----------------- | ----------------- |
| Persan (Farsi)            | 19 835            | 27 490            |
| Kurde                     | 820               | 985               |
| Azéri                     | .                 | 290               |
| Autres langues iraniennes | .                 | 440               |
| Total                     | 20 655            | 29 205            |
| Langue parlée à la maison |                   |                   |
| Langue                    | 2011              | 2016              |
| Persan (farsi)            | 14 380            | 20 310            |
| Kurde                     | 380               | 510               |
| Azéri                     | .                 | 100               |
| Autres langues iraniennes | .                 | 235               |
| Total                     | 14 760            | 21 155            |

## Géographie
Les Irano-Québécois se concentrent dans la région métropolitaine de Montréal, soit à 91,3 % en 2006, et principalement sur l'île de Montréal (75,6 %). Les principales concentrations traditionnelles de population iranienne se trouvent à Côte-des-Neiges–Notre-Dame-de-Grâce, Villeray–Saint-Michel–Parc-Extension, Pierrefonds-Roxboro, la Rive-Sud de Montréal, Laval et Côte-Saint-Luc (2006).
| Entité                                       | Personnes nées en Iran | Personnes nées en Iran | Personnes nées en Iran | Personnes parlant persan(1) | Personnes parlant persan(1) |
| Entité                                       | Arrivées avant 2011    | Arrivées depuis 2011   | Total                  | Langue maternelle           | À la maison                 |
| -------------------------------------------- | ---------------------- | ---------------------- | ---------------------- | --------------------------- | --------------------------- |
| Montréal                                     | 5 365                  | 5 545                  | 10 910                 | 12 585                      | 9 355                       |
| Autres villes de l'agglomération de Montréal | 2 050                  | 1 200                  | 3 250                  | 3 600                       | 2 795                       |
| Île de Montréal                              | 7 415                  | 6 745                  | 14 160                 | 16 185                      | 12 150                      |
| Longueuil(2)                                 | 690                    | 260                    | 950                    | 4 115                       | 3 065                       |
| Laval                                        | 765                    | 60                     | 825                    | 3 275                       | 2 395                       |
| Roussillon-Vaudreuil-Soulanges(3)            | 375                    | 20                     | 395                    | 665                         | 420                         |
| Rive-Nord(4)                                 | 205                    | -                      | 205                    | 340                         | 180                         |
| Couronne Sud-Est(5)                          | 205                    | -                      | 205                    | 255                         | 180                         |
| RM de Montréal (hors île)                    | 2 040                  | 345                    | 2 385                  | 8 555                       | 6 155                       |
| Région métropolitaine de Montréal            | 9 455                  | 7 090                  | 16 545                 | 24 740                      | 18 305                      |
| Sherbrooke(6)                                | 75                     | 75                     | 150                    | 1 230                       | 1 010                       |
| Gatineau(6)                                  | 395                    | 105                    | 500                    | 585                         | 330                         |
| Québec(6)                                    | 170                    | 175                    | 345                    | 485                         | 360                         |
| Autres régions métropolitaines(7)            | 640                    | 355                    | 995                    | 2 300                       | 1 700                       |
| Montérégie (hors RMR de Montréal)(5), (8)    | 25                     | 30                     | 55                     | 285                         | 220                         |
| Mauricie(7), (8)                             | 15                     | -                      | 15                     | 30                          | 15                          |
| Estrie (hors Sherbrooke)(8)                  | -                      | -                      | -                      | 30                          | 15                          |
| Chaudière-Appalaches (hors Lévis)(8)         | -                      | -                      | -                      | 25                          | 25                          |
| Laurentides (hors RMR de Montréal)(4), (8)   | 10                     | -                      | 10                     | 20                          | 15                          |
| Centre-du-Québec(8)                          | 10                     | -                      | 10                     | 20                          | 10                          |
| Saguenay–Lac-Saint-Jean(8)                   | 15                     | 25                     | 40                     | 15                          | 10                          |
| Abitibi-Témiscamingue(8)                     | 25                     | -                      | 25                     | 10                          | -                           |
| Lanaudière (hors RMR de Montréal)(4), (8)    | 25                     | -                      | 25                     | 10                          | -                           |
| Bas-Saint-Laurent(8)                         | -                      | -                      | -                      | 5                           | 5                           |
| Gaspésie–Îles-de-la-Madeleine(8)             | -                      | -                      | -                      | 5                           | 5                           |
| Outaouais (hors Gatineau)(8)                 | -                      | -                      | -                      | 5                           | 5                           |
| Côte-Nord(8)                                 | -                      | -                      | -                      | 5                           | -                           |
| Nord-du-Québec(8)                            | -                      | -                      | -                      | -                           | 5                           |
| Capitale-Nationale (hors RMR de Québec)(8)   | -                      | -                      | -                      | -                           | -                           |
| Autres régions                               | 160                    | 60                     | 220                    | 450                         | 305                         |
| Le Québec                                    | 10 255                 | 7 505                  | 17 760                 | 27 490                      | 20 310                      |
| Voir notes.                                  |                        |                        |                        |                             |                             |

## Économie
Les Irano-Québécois détiennent un diplôme universitaire dans une proportion de 40,1 %, soit davantage que dans l'ensemble de la population québécoise. Toutefois, le revenu moyen est inférieur dans la communauté iranienne que dans la population en général (2006). La communauté iranienne dispose d'un réseau de commerces offrant les produits iraniens, par exemple les supermarchés Akhavan. La Chambre de commerce de la communauté iranienne du Québec (CCCIQ) vise à contribuer au développement professionnel et commercial de la communauté irano-québécoise et à organiser et promouvoir son implication dans l'économie québécoise.

## Culture
Les intellectuels iraniens établis au Québec demeurent attachés à la culture persane. Les membres du CaféLitt discutent d’histoire, de science, de littérature et des arts. La Galerie Mekic, située sur le Plateau-Mont-Royal, remplit des fonctions de galerie d’art, de centre culturel, de bibliothèque et de maison d’édition principalement de la culture iranienne. Le peintre irano-québécois dirige le Festival Accès Asie. Dans la trilogie Un, Deux et Trois, l'Irano-Québécois Mani Soleymanlou aborde la question d'identité, tenant de décrire l'Iranien dans Un, se confrontant à un Québécois dans Deux et abordant le thème de la diversité dans Trois.
L'ensemble Constantinople, créé en 1998 par les frères irano-québécois Kiya et Ziya Tabassian, vise l'interprétation d'un répertoire métissé provenant à l’esthétique médiévale, baroque et contemporaine, de l’Europe méditerranéenne à l’Orient.

## Société
Une cinquantaine de familles iraniennes juives demeurent au Québec.
Dans le cadre du débat sur la laïcité au Québec, l'Association des femmes iraniennes de Montréal est favorable à ce que la burqa soit interdite dans l'espace public, s'appuyant sur le fait que l'État et la religion sont séparés et que cet objet réduit la sécurité, limite les contacts et est un signe de l'Islam politique et rétrograde.
En 2003, la photojournaliste Zahra Kazemi de Montréal est arrêtée, torturée et meurt à la prison à Téhéran. En 2016, l'anthropologue irano-québécoise Homa Hoodfar est arrêtée, emprisonnée puis relâchée à Téhéran lors d'un séjour pour recueillir des données sur la participation des femmes aux élections en Iran.

### Personnalités
- Amir Khadir (1961-), homme politique
- Zahra Kazemi (1949-2003), photographe et journaliste
- Homa Hoodfar (1951-), anthropologue
- Nimâ Machouf, épidémiologiste et femme politique
- Nima Mazhari (1955-), peintre et photographe
- Akhtar Naraghi (en), écrivaine
- Mani Soleymanlou, comédien
- Kiya Tabassian (1976-), musicien